# Relewancja
Relewancja (ang. relevance z łac. relevantis – popierający) – dorzeczność: związek logiczny z rzeczą, do której zdanie się odnosi. Argument relewantny to taki, który rzeczywiście odnosi się do argumentowanej tezy. 
Relewancja to również zasada postulująca wyodrębnienie w opisie języka elementów i cech istotnych w komunikacji językowej.

## Relewancja w informatologii
W informatologii relewancją określa się ocenę wartości informacji.
Wyróżnia się:
- relewancję techniczną,
- relewancję semantyczną,
- relewancję pragmatyczną,
- relewancję logiczną[1].